# Tennessee walking horse
Tennessee walking horse (ofte forkortet TWH) er en hesterace, der er kendt for sine tre specielle gangarter: flatwalk, running walk og rocking-chair canter – alle med samme unikke, bløde bevægelser. Udover disse tre gangarter, undfører racen også en række andre gangarter som fx: pas, tølt, foxtrot og stepping pace - ingen af disse er dog velsete i showringen. Disse gangarter er medfødte, og selv fra føllene lærer at gå, udføres de. I flat- og running walk nikker hesten med hovedet i takt til bevægelsen, og ryg og bagpart er stille. 
Racen er fra USA og findes i alle farver og aftegn, med undtagelse af pearl, muchroom og appaloosa. Hesten bliver hovedsageligt mellem 148-160 cm i stg., men kan varierer fra 145-175 cm. Racen har et roligt og godmodigt temperament, og egner sig til både ride-, køre eller showhest.
 Der er for få eller ingen kildehenvisninger i denne artikel, hvilket er et problem. Du kan hjælpe ved at angive troværdige kilder til de påstande, som fremføres i artiklen.

| Dyr | Spire Denne artikel om dyr er en spire som bør udbygges. Du er velkommen til at hjælpe Wikipedia ved at udvide den. |